# مغال- إ-عزام
مغال- إ-عزام (بالإنجليزية: ِMughal-e-Azam)‏ هو فيلم درامي تاريخي ملحمي هندي لعام 1960 من إخراج ك. آصف وإنتاج شابورجي بالونجي. بطولة بريثفيراج كابور ودورغا خوتي ومدهوبالا وديليب كومار وهي تتبع علاقة الحب بين المغول الأمير سليم (الذي أصبح الإمبراطور جهانجير) وأناركالي راقص البلاط. والد سليم الإمبراطور أكبر لا يوافق على العلاقة التي تؤدي إلى حرب بين الأب والابن.
بدأ تطور مغال- إ-عزام الأعظم في عام 1944 عندما قرأ آصف مسرحية تدور أحداثها في عهد الإمبراطور أكبر (1556-1605). عانى الإنتاج من التأخيرات وعدم اليقين المالي. قبل أن يبدأ التصوير الفوتوغرافي الرئيسي في أوائل الخمسينيات من القرن الماضي فقد المشروع ممولًا وخضع لتغيير كامل في فريق التمثيل. كلف إنتاج مغال- إ-عزا أكثر من أي فيلم سينمائي هندي سابق؛ تجاوزت ميزانية تسلسل أغنية واحدة تلك العادية لفيلم كامل في تلك الفترة. تتألف الموسيقى التصويرية المستوحاة من الموسيقى الكلاسيكية والفلكلورية الهندية من 12 أغنية بصوت مغني التشغيل لاتا مانجيشكار جنبًا إلى جنب مع محمد رافي، وشمشاد بيجوم، والمغني الكلاسيكي بادي غلام علي خان، وغالبًا ما يتم الاستشهاد بها من بين أفضل الأفلام في تاريخ بوليوود السينمائي.
كان لدى مغال- إ-عزام أوسع إصدار لأي فيلم هندي حتى ذلك الوقت وكان الرعاة يصطفون طوال اليوم للحصول على التذاكر. صدر في 5 أغسطس 1960 حطم الأرقام القياسية في شباك التذاكر في الهند وأصبح الفيلم الهندي الأعلى ربحًا على الإطلاق وهو تمييز استمر لمدة 15 عامًا. تشمل الجوائز الممنوحة للفيلم جائزة ديليب كومار وثلاث جوائز فيلمفار في حفل توزيع جوائز فيلمفار الثامن. كان مغال- إ-عزام أول فيلم هندي بالأبيض والأسود يتم تلوينه رقميًا والأول من أي لغة يتم إعادة إصداره المسرحي. النسخة الملونة التي صدرت في نوفمبر 2004 كانت أيضًا نجاحًا تجاريًا.
يعتبر الفيلم على نطاق واسع علامة فارقة في نوعه وقد نال ثناء النقاد لعظمته واهتمامه بالتفاصيل. رحب علماء السينما بتصويرها لموضوعات ثابتة لكنهم يشككون في دقتها التاريخية.

## قصة الفيلم
يقوم الإمبراطور أكبر الذي ليس لديه وريث ذكر بالحج إلى مزار للصلاة من أجل أن تلد زوجته جودباي ولداً. في وقت لاحق تنقل الخادمة خبر ولادة ابنه للإمبراطور. بسعادة غامرة عند الاستجابة لصلواته يعطي أكبر للخادمة خاتمه ويعد بمنحها أي شيء تريده. يكبر الابن الأمير سليم ليكون مدللًا وفاخرًا ومنغمسًا في نفسه. أرسله والده إلى الحرب ليعلمه الشجاعة والانضباط. بعد أربعة عشر عامًا يعود سالم كجندي مميز ويقع في حب راقصة البلاط نادرة التي أعاد الإمبراطور تسميتها أناركالي أي زهرة الرمان. اكتشف العلاقة الغيورة بهار وهي راقصة من رتبة أعلى تريد من الأمير أن يحبها حتى تصبح ملكة ذات يوم. لم تنجح في كسب حب سليم فضحت علاقته المحظورة مع أناركلي. يتوسل سالم بالزواج من أنركلي لكن والده يرفضها ويسجنها. على الرغم من معاملتها أنركلي ترفض رفض سليم كما تطالب أكبر. ثوار سليم وحشد جيشا لمواجهة أكبر وإنقاذ أنركلي. بعد أن هُزم سالم في المعركة حكم عليه والده بالإعدام لكن قيل له إن العقوبة ستُلغى إذا تم تسليم أنركالي المختبئ الآن ليموت مكانه. تسلم أناركلي نفسها لإنقاذ حياة الأمير وحُكم عليها بالإعدام بدفنها حية. قبل تنفيذ الحكم الصادر ضدها تتوسل أن تقضي بضع ساعات مع سالم كزوجة وهمية له. تمت الموافقة على طلبها حيث وافقت على تعاطي سالم حتى لا يتدخل في دفنها.بينما يتم عزل أنركلي بالجدار يتم تذكير أكبر بأنه لا يزال مدينًا لأمها لأنها هي التي جلبت له أخبار ولادة سليم. والدة أنركالي تتوسل من أجل حياة ابنتها. لقد غير الإمبراطور رأيه لكن على الرغم من أنه يريد إطلاق سراح أناركالي فإنه لا يستطيع ذلك بسبب واجبه تجاه بلاده. لذلك يرتب لها الهروب السري إلى المنفى مع والدتها لكنه يطالب بأن يعيش الزوجان في غموض وأن سالم لا يعرف أبدًا أن أناركلي لا يزال على قيد الحياة.

## طاقم التمثيل
- بريثفيراج كابور بدور الإمبراطور أكبر
- مادهوبالا بدور أناركالي
- دورجا خوتي بدور ماهاراني جودها باي
- نيجار سلطانة بدور بحر
- أجيت بدور دورجان سينغ[8]
- كومار كنحات
- مراد بدور الملك مان سينغ
- جيلو باي بصفتها والدة أناركالي[9]
- Vijayalaxmi كخادمة<nowiki><nowiki><ref name="BollywoodHungama"></nowiki></nowiki>"Mughal E Azam Cast & Crew". Bollywood Hungama. مؤرشف من الأصل في 2018-05-02. اطلع عليه بتاريخ 2018-05-02.</ref>
- س. نذير بصفة عامة[10]
- شيلا ديلايا بدور سورايا[10]
- سوريندر بدور تانسن[10]
- جوني ووكر كمومسة[10]
- جلال آغا بدور الأمير سليم (شاب)[10]
- بيبي تابسوم كمومسة[10]
- غوبي كريشنا كراقصة كاثاك[10]
- ديليب كومار بدور الأمير سليم

## إنتاج

### تطوير

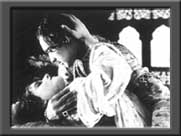
أناركالي الفيلم الصامت لعام 1928 استنادًا إلى قصةأناركالي وسليم

كتب الكاتب المسرحي الأردية امتياز علي تاج مسرحية عن قصة حب سليم وأناركلي في عام 1922  تستند إلى أسطورة من القرن السادس عشر أكثر من كونها حقيقة. سرعان ما تم إنتاج نسخة مسرحية وتبعتها نسخ الشاشة. صنع أردشير إيراني فيلمًا صامتًا أناركالي في عام 1928 وأعاد إنتاجه بالصوت في عام 1935. في أوائل الأربعينيات من القرن الماضي ألهمت حكاية المنتج شيراز علي حكيم والمخرج الشاب ك. آصف (كريم الدين آصف) أناركالي لعمل تكيف فيلم آخر بعنوان موغال عزام. قاموا بتجنيد أربعة كتاب أوردو لتطوير السيناريو والحوار: أمان (والد زينات أمان المعروف أيضًا باسم أمان الله خان) وجاهات ميرزا وكمال عمروهي وإحسان رضوي. غير المعروف كيف تعاون الكتاب أو شاركوا أعمالهم ولكن في عام 2010 قالت صحيفة تايمز اوف انديا إن «إتقانهم للغة الأردية الشعري والتعبير موجود في كل سطر، مما يعطي الفيلم بمخططاته الغنية والشخصيات المعقدة إيحاءات الدراما شكسبير.»  مع اقتراب النص من الانتهاء ألقى آصف دور شاندرا موهان ودي كيه سابرو ونرجس لأدوار أكبر وسليم وأناركالي على التوالي. بدأ إطلاق النار في عام 1946 في استوديو بومباي توكيز.
واجه المشروع عقبات متعددة مما اضطره إلى التخلي عنه مؤقتًا. أدت التوترات السياسية وأعمال الشغب الطائفية المحيطة بتقسيم الهند عام 1947 واستقلالها إلى توقف الإنتاج. بعد فترة وجيزة من التقسيم هاجرت شيراز علي إلى باكستان تاركة آصف بدون ممول. أصيب الممثل شاندرا موهان بنوبة قلبية وتوفي في عام 1949. شيراز علي قد اقترحت سابقًا أن بإمكان رجل الأعمال شابورجي بالونجي تمويل الفيلم. على الرغم من أن بالونجي لم يكن يعرف شيئًا عن إنتاج الفيلم إلا أنه وافق في عام 1950 على إنتاج الفيلم بسبب اهتمامه بتاريخ أكبر. ثم أعيد الإنتاج بفريق جديد. اعتقادا من أن الفيلم قد تم إلغاؤه خطط كمال عمروهي أحد كتاب السيناريو وكان أيضًا مخرجًا لإنتاج فيلم عن نفس الموضوع بنفسه. عندما واجهه آصف وافق على ترك المشروع. إنتاج فيلم آخر غير مرتبط على أساس نفس المسرحية هو أناركالي للمخرج ناندلال جاسوانتلال بطولة بينا راي وبراديب كومار والذي أصبح الفيلم الأكثر ربحًا في بوليوود لعام 1953.

## التمثيل
رفض آصف في البداية ديليب كومار من جانب الأمير سالم. كان كومار مترددًا في التمثيل في إحدى فترات الفيلم لكنه قبل الدور بناءً على إصرار منتج الفيلم. وبحسب كومار «وثق بي آصف بما يكفي لترك ترسيم سالم بالكامل لي». واجه كومار صعوبة أثناء التصوير في راجاستان بسبب الحرارة والدروع الواقية من الرصاص التي كان يرتديها. تم عرض جزء أناركالي لأول مرة على سورايا ولكنه ذهب لاحقًا إلى مادهوبالا الذي كان يتوق إلى دور مهم. عانت مادهوبالا من أمراض القلب الخلقية، والتي كانت أحد أسباب إغماءها في بعض الأحيان أثناء التصوير. كما عانت من سحجات جلدية أثناء تصوير مشاهد السجن لكنها كانت مصممة على إنهاء الفيلم. لتصبح شخصية الإمبراطور أكبر ورد أن بريثفيراج كابور «اعتمد بالكامل على السيناريو والمخرج». قبل المكياج كان كابور يعلن «بريثفيراج كابور أب جا راها ها»(«بريثفيراج كابور ذاهب الآن»)؛ بعد المكياج كان يعلن («أكبر قادم الآن»). واجه كابور صعوبة في ارتداء أزياءه الثقيلة وعانى من تقرحات في قدميه بعد المشي حافي القدمين في الصحراء لتسلسل. ذكر لانس داين المصور الذي كان في موقع التصوير أثناء التصوير أن كابور كافح لتذكر خطوطه في بعض المشاهد. ذكر مشهدًا واحدًا على وجه الخصوص أن كابور تطلب 19 لقطة للحصول على الحق. في وقت التصوير أخبر آصف كابور الذي كان يتبع نظامًا غذائيًا أن يستعيد الوزن المفقود لتصويره أكبر. دورجا خوت كزوجة أكبر جودباي، ونيغار سلطانة في دور الراقص بهار. ذاكر حسين، الذي أصبح فيما بعد مايسترو الطبلة كان قد تم اعتباره في البداية لجزء من الأمير الشاب سليم لكنه أصبح الدور الأول لجلال آغا الذي غنى لاحقًا في أغنية «محبوبة محبوبة» من شولاي (1975).

## التصميم
كان تصميم الإنتاج للفيلم بقيادة المخرج الفني م. تم تصوير الفيلم في الغالب في مجموعات استوديو مصممة لتمثيل الجزء الداخلي من قصر موغال وقد تميز بالمفروشات الفخمة والمعالم المائية مثل النوافير والمسابح  مما أدى إلى إحساس ملحمة هوليوود التاريخية في تلك الفترة. تم تصوير أغنية «بيار كيا إلى دارنا كيا» في استوديوهات موهان على مجموعة تم بناؤها كنسخة طبق الأصل من شيش محل في قلعة لاهور. تمت ملاحظة المجموعة بحجمها حيث يبلغ قياسها 150 قدم (46 م) بطول 80 قدم (24 م) في العرض و 35 قدم (11 م) في الارتفاع. من الجوانب التي نوقشت كثيرًا وجود العديد من المرايا الصغيرة المصنوعة من الزجاج البلجيكي والتي صُنعها وصممها عمال من فيروز آباد. استغرقت المجموعة عامين وتكلفتها أكثر من 1.5 مليون (تقدر قيمتها بحوالي 314000 دولار أمريكي في عام 1960) أكثر من ميزانية فيلم بوليوود بأكمله في ذلك الوقت. خشي مموّلو الفيلم من الإفلاس نتيجة غلاء الإنتاج. تم تجنيد الحرفيين من جميع أنحاء الهند لصياغة الدعائم. تم تصميم الأزياء من قبلماخانلال وشركاه  وخياطون في دلهي ماهرون في تطريز الزردوزي قاموا بخياطة زي موغال. تم طلب الأحذية من أغرا، وصُنع المجوهرات من قبل الصائغين في حيدر أباد وصُمم التيجان في كولهابور وصنع الحدادون من راجستان مستودع الأسلحة (الذي شمل الدروع والسيوف والحراب والخناجر والدروع). تم خياطة الزردوزي على الأزياء من قبل مصممين من سورات. تمثال للورد كريشنا الذي صلى عليه جودباي مصنوع من الذهب. في المشاهد التي تتضمن أناركلي المسجون تم وضع سلاسل حقيقية على مادهوبالا. ورد أن تسلسل المعركة بين أكبر وسليم اشتمل على 2000 جمل، و400 حصان، و8000 جندي معظمهم من الفوج 56 من سلاح الفرسان التابع للجيش الهندي في جيبور. تحدث ديليب كومار عن الحرارة الشديدة أثناء تصوير التسلسل في صحراء راجاستان مرتديًا درعًا كاملاً.

## التصوير الرئيسي
بدأ التصوير الرئيسي لموغل عزام في أوائل الخمسينيات من القرن الماضي. وبحسب ما ورد تم تصوير كل مشهد ثلاث مرات، حيث تم إنتاج الفيلم باللغات الهندية / الأردية والتاميلية والإنجليزية. تمت دبلجة الفيلم في النهاية باللغة التاميلية وتم إصداره في عام 1961 باسم أكبر. ولكن فشل هذا الإصدار تجاريًا أدى إلى التخلي عن الدبلجة الإنجليزية المخطط لها والتي تم اعتبار الممثلين البريطانيين لها. كان آصف برفقة طاقم عمل كثيف كان يضم مساعديه المخرجين ST Zaidi وخالد أختار وسوريندر كابور (ساعد بشكل أساسي في النسخة الإنجليزية)، وخمسة آخرين. ومن بين أعضاء الطاقم الإضافيين المصور السينمائي آر دي ماثور ومصمم الرقصات لاتشو مهراج  مدير الإنتاج أسلم نوري والمصور إم دي أيوب والمحرر دارمافير وفنانو التجميل بي جي جوشي وعبد الحميد ومخرج الصوت أكرم شيخ.
تم تصوير بعض تسلسلات الأفلام مع ما يصل إلى 14 كاميرا، أكثر بكثير من القاعدة في ذلك الوقت. كانت هناك العديد من الصعوبات مع إضاءة الفيلم. المصور السينمائي ماثور يقال استغرق ثماني ساعات لإضاءة طلقة واحدة. في المجموع، كانت هناك حاجة إلى 500 يوم من إطلاق النار، مقارنة بجدول زمني عادي من 60 إلى 125 يوم إطلاق نار في ذلك الوقت. ونظراً للحجم الكبير جداً لمجموعة شيش محل، تم توفير الإضاءة بواسطة المصابيح الأمامية لـ 500 شاحنة وحوالي 100 جهاز عكس. وجود المرايا على مجموعة تسبب مشاكل، لأنها تألق تحت الأضواء. وقال مستشارون اجانب من بينهم المخرج البريطانى ديفيد لين لاصف ان ينسى الفكرة حيث انهم شعروا بانه من المستحيل تصوير المشهد تحت الوهج الشديد. آصف حصر نفسه في مجموعة مع طاقم الإضاءة، وتغلبت على المشكلة في وقت لاحق من خلال تغطية جميع المرايا مع طبقة رقيقة من الشمع، وبالتالي إخضاع انعكاسيتها. كما استخدم ماثور شرائط من القماش في وضع استراتيجي لتنفيذ "الإضاءة المرتدة"، مما قلل من الوهج. تمت مواجهة عدد من المشاكل والتأخيرات في الإنتاج أثناء التصوير لدرجة أن آصف فكر في وقت ما في التخلي عن المشروع. دافع كومار عن المدة الطويلة للتصوير متذرعًا باللوجستيات الهائلة للفيلم موضحًا أن الممثلين وطاقم العمل بالكامل "كانوا مدركين تمامًا للعمل الشاق الذي يتعين عليهم القيام به بالإضافة إلى المسؤولية التي سيتحملونها لتحمل. كما عانى الإنتاج من مشاكل مالية وتجاوز عاصف الميزانية في عدة مناسبات. الميزانية النهائية للفيلم موضوع نقاش. بعض المصادر أن دولة المغول الأعظم تكلفة 10500000 لإنتاج  (حوالي 2.25 مليون $ في ذلك الوقت)  بينما يذكر آخرون أن يكلف 15 مليون (حوالي 3 ملايين دولار). جعل هذا فيلم موغال الأعظم أغلى فيلم هندي في تلك الفترة. وضع عدد من التقديرات ميزانية الفيلم المعدلة حسب التضخم في 500 مليون إلى 2 مليار. أدى وضع الميزانية إلى توتر العلاقة بين آصف وبالونجي بينما واجه الإنتاج أيضًا علاقات مضطربة بين أفراد الطاقم الآخرين؛ تسللت الخلافات بين آصف وكومار عندما تزوج الأول من أخته. مصدر آخر للمشاكل كان العلاقة الرومانسية والانفصال النهائي لكومار ومادهوبالا اللذين كانا يتواعدان منذ تسع سنوات. كما عانى الإنتاج من مشاكل مالية وتجاوز عاصف الميزانية في عدة مناسبات. الميزانية النهائية للفيلم موضوع نقاش. بعض المصادر أن دولة المغول الأعظم تكلفة 10500000 لإنتاج  (حوالي 2.25 مليون $ في ذلك الوقت)  بينما يذكر آخرون أن يكلف 15 مليون (حوالي 3 ملايين دولار). جعل هذا فيلم موغال الأعظم أغلى فيلم هندي في تلك الفترة. وضع عدد من التقديرات ميزانية الفيلم المعدلة حسب التضخم في 500 مليون إلى 2 مليار. أدى وضع الميزانية إلى توتر العلاقة بين آصف وبالونجي بينما واجه الإنتاج أيضًا علاقات مضطربة بين أفراد الطاقم الآخرين؛ تسللت الخلافات بين آصف وكومار عندما تزوج الأول من أخته. مصدر آخر للمشاكل كان العلاقة الرومانسية والانفصال النهائي لكومار ومادهوبالا اللذين كانا يتواعدان منذ تسع سنوات.

## مرحلة ما بعد الإنتاج
كان فيلم جهانسي كي راني للمخرج سهراب مودي (1953) أول فيلم هندي يتم تصويره بالألوان  وبحلول عام 1957 أصبح إنتاج الألوان شائعًا بشكل متزايد. قام آصف بتصوير بكرة واحدة من موغال الأعظم بما في ذلك أغنية «بيار كيا إلى دارنا كيا» في تكنيكولور. أعجب بالنتيجة قام بتصوير ثلاث بكرات أخرى في تكنيكولور بالقرب من ذروة القصة. بعد رؤيتهم سعى إلى إعادة تصوير كاملة في Technicolor مما أغضب الموزعين الذين نفد صبرهم الذين لم يكونوا مستعدين لقبول المزيد من التأخير. أصدر آصف بعد ذلك موغال الأعظم ملونًا جزئيًا على الرغم من أنه كان لا يزال يأمل في رؤية الفيلم كاملاً بالألوان.
بحلول نهاية التصوير تم استخدام أكثر من مليون قدم من الصور السلبية مما استلزم تحريرًا كبيرًا. تم تعديل عدد من الأغاني بسبب وقت التشغيل الذي بلغ في النهاية 197 دقيقة. تم استبعاد ما يقرب من نصف الأغاني المسجلة للفيلم من النسخة النهائية.

## مواضيع
موغال عزام هو تاريخ عائلي يسلط الضوء على الاختلافات بين الأب والابن والواجب تجاه الجمهور تجاه الأسرة ومحاكمات ومحن النساء وخاصة المحظيات. وفقًا لراشيل دواير مؤلفة كتاب «تصوير الآلهة: الدين والسينما الهندية» يسلط الفيلم الضوء على التسامح الديني بين الهندوس والمسلمين. ومن الأمثلة على ذلك مشاهد تواجد الملكة الهندوسية جوداباي في بلاط المسلم أكبر وغناء أغنية تعبدية هندوسية لأنركالي ومشاركة أكبر في احتفالات جانماشتامي حيث ظهر أكبر وهو يسحب الخيط ليهز أرجوحة مع صنم. من كريشنا عليه.  لاحظ الناقد السينمائي موكول كيسافان أنه لم يكن قادرًا على تذكر فيلم واحد آخر عن الحب الهندوسي-المسلم والذي فيه المرأة (جودباي) هندوسية. وصف الباحثان باسكار وألين الفيلم بأنه لوحة مفعمة بالحيوية «للثقافة الإسلامية» يتضح من مجموعاتها المزخرفة والتسلسلات الموسيقية مثل مشهد القوالي والحوارات الأوردو العفيفة.  جميع أنحاء الفيلم هناك تصوير واضح للمسلمين على أنهم الطبقة الحاكمة الذين لا يرتدون ملابس مختلفة فحسب بل تحدثوا أيضًا في حوار فارسي معقد. لقد صُنعت لتبدو «متميزة ومنفصلة عن التيار الرئيسي».  يفترض الباحث السينمائي ستيفن تيو أن موغال الأعظم هو «قصة رمزية وطنية» وهي طريقة أسلوبية لتخصيص التاريخ والتراث للتأكيد على الهوية الوطنية.  ويعتقد أن غطرسة بهار تمثل قوة الدولة وأن عاطفة أناركالي الشخصية للغاية تمثل الفرد الخاص.  تيو أن موضوع الحب الرومانسي الذي يهزم الاختلاف في الطبقة الاجتماعية وتسلسل السلطة فضلاً عن عظمة التصوير يساهم في جاذبية الفيلم.  علق المؤلف آشيس ناندي على الجودة الشعرية للحوار قائلاً إن «شخصيات موغال الأعظم لا تتحدث فقط - أنها الاتصالات صقل واستخلاص ذلك فإنها بلورة ذلك في العديد من الأحجار الكريمة التألق الأوجه لأنها تجعل الشعر من اللغة العادية».  غوري رامنارايان من الهندوسية وأكدت أيضا قوة الحوارات في الفيلم وذلك لأنها«خلق ليس فقط أجواء هذه الفترة الدرامية ولكن أيضًا تحفر الشخصية والموقف. كل مقطع لفظي يتنفس القوة والعاطفة.» 
صرح فيليب لوتجندورف الباحث في جامعة أيوا أنه في حين أن موضوع الصراع بين الحب الفردي العاطفي والواجب العائلي قد يكون شائعًا جدًا في صناعة الأفلام الهندية مع التباديل السينمائي اللامتناهي فإن ك. آصف «التفصيل المفرط للموضوع يبقى في فئة بمفرده». علاوة على ذلك يتصارع الإمبراطور أكبر بين رغباته الشخصية وواجباته تجاه الأمة. أشار آشيس ناندي إلى أنه بصرف النظر عن الصراع بين أكبر وابنه هناك أيضًا «تحالف غير مكتوب» بين أكبر وبهار يفاقم من مشاكل أنركلي. كما اعتقد أنه يسلط الضوء على «فكرة العدالة ومفهوم الحب غير المشروط» لدعم التقاليد.  كانت أغنية «بيار كيا تو دارنا كيا» التي غنتها أناركالي إشارة إلى تحديها للمعايير المجتمعية.  الاختلاف الرئيسي عن القصة الأصلية هو أنه في حين أن أفلام أناراكالي السابقة المبنية على قصة امتياز علي تاج انتهت بمآسي ابتكر K. Asif نهاية سعيدة نسبيًا حيث أعطى أكبر العفو لأنركالي من خلال السماح لها بالهروب من خلال سر. طريق الأنفاق تحت قاع زائف من جدار سجنها على الرغم من أن ابنه يعاني من الاعتقاد بأنها قد هلكت. 

## أخطاء تاريخية

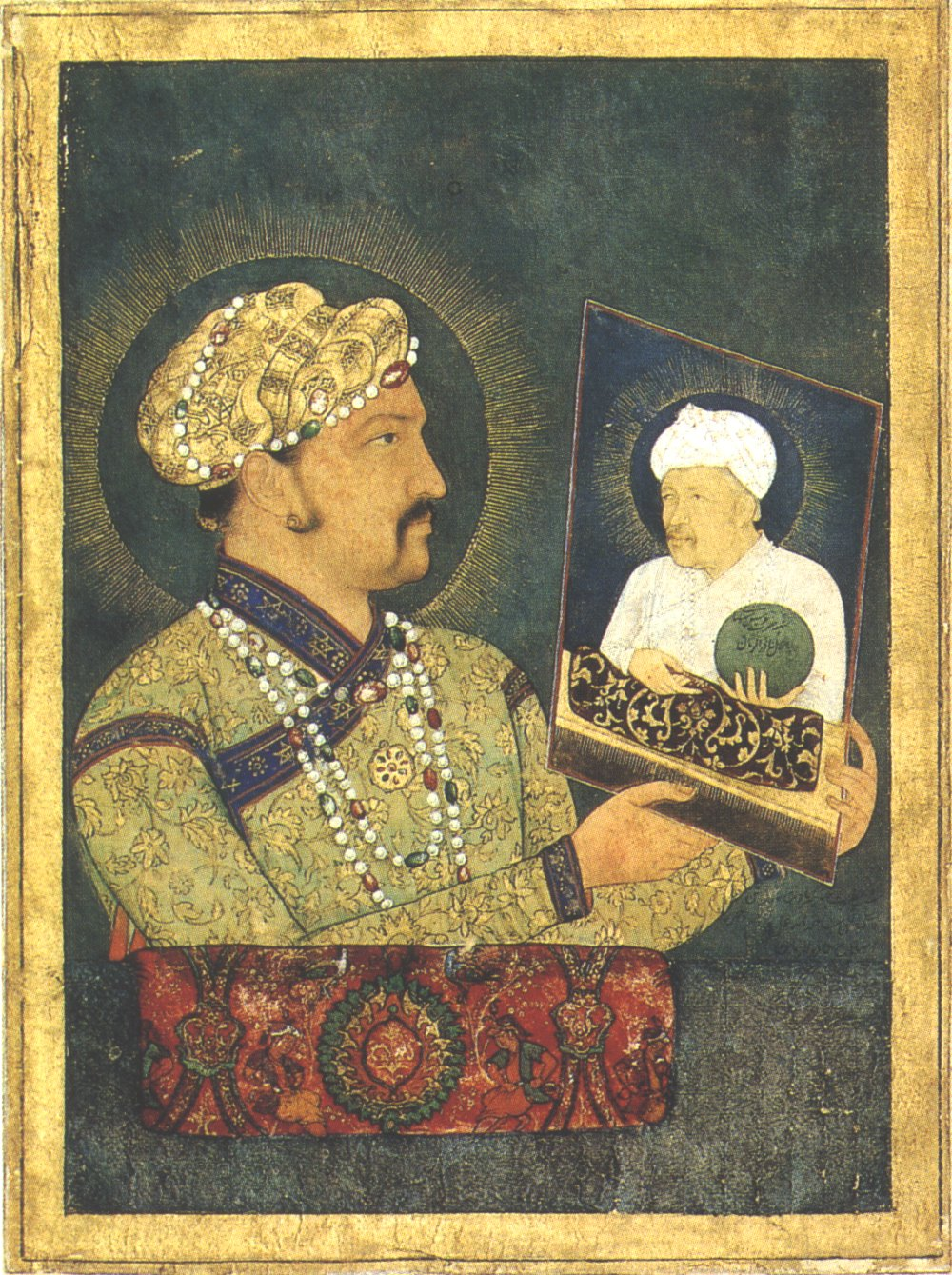
جهانجير مع صورة أكبر ج. 1614. يلعب جهانجير (سليم) وأكبر شخصيات مركزية في الفيلم.

يستند الفيلم إلى أسطورة ولكن تم اعتماده من خلال نصين على الأقل يؤكدان وجود أناركالي خلال الفترة التاريخية لأعظم ملوك إمبراطورية المغول الإمبراطور أكبر (1556-1605). يذكر أحد الكتب أنه في عام 1615 تم بناء مقبرة رخامية على قبر أناركالي في لاهور من قبل سالم عندما أصبح الإمبراطور جهانجير.  على القبر نقش فارسي نصه: بوابة تا دوم شكار جو كار بوابة خويش راه حرارة الصيف الخلجان غير المسماة («آه! هل يمكن أن أرى وجه حبي مرة أخرى سأقدم الشكر إلهي حتى يوم القيامة»). اعتقد مؤلف المسرحية المسرحية التي يرتكز عليها الفيلم امتياز علي تاج أن الأسطورة ليس لها أساس تاريخي  لكن المؤرخين أشاروا إلى أن أناركلي ربما كان رسامًا أو راقصًا أو مومسًا أو أحدهم. من زوجات أكبر ووالدة الأمير دانيال الأخ غير الشقيق لسليم.  بينما احتوت نسخة فيلمية سابقة للقصة أناركالي (1952) على إخلاء مسؤولية ينص على أن القصة ليس لها أساس في التاريخ إلا أن موغال الأعظم لم يقدم مثل هذا الادعاء. 
يأخذ موغال الأعظم العديد من الحريات بحقائق تاريخية. يقول المؤرخ أليكس فون تونزيلمان إنه على الرغم من أن سالم الحقيقي كان مستهلكًا كبيرًا للكحول والأفيون من سن 18 عامًا إلا أنه لم يكن بالضرورة فتى مؤذًا كما هو موضح في الفيلم. عندما يعود سالم في الفيلم من فترة وجوده في الجيش يتم تصويره كبطل لطيف ورومانسي على عكس سليم الحقيقي الذي تم توثيقه على أنه سكير وحشي كان يضرب الناس في كثير من الأحيان حتى الموت. قاد سليم الحقيقي تمردًا ضد والده وحاول استبداله كإمبراطور وقتل صديق أكبر أبو الفضل عام 1602 لكن الفيلم ينسب هذه التصرفات إلى رغبته في الزواج من أنركلي وهو أمر غير دقيق تاريخيًا.  علاوة على ذلك كان هناك أيضًا تناقضات في مجموعات وأزياء وموسيقى الفيلم. تم تصوير شيش محل في الواقع الحمام الملكي للملكة في الفيلم كقاعة رقص وأكبر من ذلك بكثير. تم تصوير أنماط الموسيقى والرقص من القرن التاسع عشر على الرغم من أن القصة تحدث في القرن السادس عشر. على سبيل المثال الثومري وهو شكل من أشكال الموسيقى شبه الكلاسيكية تم تطويره في القرن التاسع عشر تم اعتماده في تسلسل رقص بأسلوب كاثاك وهو شكل رقص من القرن السادس عشر.

## موسيقى
قام بتأليف الموسيقى التصويرية المخرج الموسيقي نوشاد، وكتب كلمات الأغاني شكيل بدايوني. بعد تصور فكرة الفيلم زار آصف نوشاد وسلمه حقيبة تحتوي على نقود يطلب منه تأليف «موسيقى لا تنسى» لموغل عزام. بعد أن أساءت الفكرة الصريحة عن المال كوسيلة لاكتساب الجودة ألقى نوشاد الملاحظات من النافذة مما أثار دهشة زوجته. وعقدت السلام فيما بعد بين الرجلين واعتذر آصف. بهذا قبل نوشاد العرض لتوجيه الموسيقى التصويرية للفيلم. كما هو الحال مع معظم الموسيقى التصويرية لنوشاد كانت أغاني موغال الأعظم مستوحاة بشكل كبير من الموسيقى الكلاسيكية الهندية والموسيقى الشعبية ولا سيما موسيقى الراغا مثل درباري دورغا المستخدمة في تكوين «بيار كيا إلى دارنا كيا»، وكيدار المستعملة في «بيكاس بي كرم كيجيي». كما أنه استخدم على نطاق واسع الأوركسترا السيمفونية والجوقات لإضافة عظمة إلى الموسيقى.  احتوت الموسيقى التصويرية على ما مجموعه 12 أغنية والتي قدمها مطربو التشغيل وفناني الموسيقى الكلاسيكية. تمثل هذه الأغاني ما يقرب من ثلث وقت تشغيل الفيلم.  تم تأليف ما مجموعه 20 أغنية للفيلم بمتوسط تكلفة يبلغ 3000 (تقدر قيمتها بحوالي 629 دولارًا أمريكيًا في عام 1960) لكل أغنية على الرغم من استبعاد العديد من المقطع النهائي بسبب طول الفيلم. اقترب كل من آصف ونوشاد من المطرب الهندوستاني الكلاسيكي بادي غلام علي خان ودعوه للمشاركة في الموسيقى التصويرية للفيلم لكنه رفض موضحًا أنه لا يحب العمل في الأفلام. طلب منه آصف الذي يصر على وجود خان أن يذكر أجره. نقل خان أجرًا 25000 لكل أغنية في الوقت الذي دفع فيه محمد رافي ولاتا مانجيشكار (أفضل مطربين تشغيل مدفوع الأجر في ذلك الوقت) 300 إلى 400 لكل أغنية معتقدين أن آصف سيرسله بعيدًا. وبدلاً من ذلك وافق آصف بل إنه أعطى خان 50 في المائة مقدماً. تفاجأ وغادر دون عذر لرفض العرض قبل أخيرًا. غنى خان أغنيتين «بريم جوغان بان كي» و «شوبه دين أيو». تم تضمين كلاهما في النسخة النهائية للفيلم وأظهر براعة الفنان الصوتية.
كان تكوين «بيار كيا إلى دارنا كيا» مستهلكًا للوقت بشكل خاص - في يوم التسجيل المقرر للأغنية رفضت نوشاد مجموعتين من كلمات بدايوني. بعد ذلك عُقدت جلسة «عصف ذهني» على شرفة نوشاد تبدأ في وقت مبكر من المساء وتستمر حتى اليوم التالي. في وقت متأخر من الليل تذكرت نوشاد أغنية شعبية من شرق ولاية أوتار براديش كلماتها «بريم كيا كيا كوري كاري هاي.» («لقد أحببت هل يعني ذلك أنني قد سرقت؟»). تم تحويل الأغنية إلى غزال وتم تسجيلها لاحقًا. في ذلك الوقت نظرًا لعدم وجود تقنية لتوفير صدى الصوت المسموع في الأغنية جعل ناوشد مانجيشكار يغني الأغنية في حمام الاستوديو. وتفيد بعض المصادر أن جوقة من مائة مغني دعمت المطرب محمد رافي لأغنية «أي محبة زنداباد»  رغم أن مصادر أخرى قدرت العدد بألف.
اعترض المخرج المخضرم فيجاي بهات على أغنية «موهي بانغات بي». على الرغم من أنه لم يكن مشاركًا بشكل مباشر في المشروع إلا أنه اعتقد أنه «سيخرب الفيلم» لأنه أظهر الإمبراطور المغولي يحتفل بمهرجان الهندوس جانمشامي. على الرغم من أن نوشاد جادل بأن وجود جودباي جعل الموقف منطقيًا فقد التقى بكتاب سيناريو الفيلم وأضاف لاحقًا حوارًا يوضح التسلسل.
عندما تم تلوين الفيلم لإعادة إصداره تم أيضًا إعادة صياغة الموسيقى التصويرية حيث تلقى الملحن الأصلي نوشاد المساعدة من أوتام سينغ. ظلت النتيجة كما هي ولن تم تحسين الصوت وتحويله إلى دولبي ديجيتال. تم إعادة تسجيل الجزء الأوركسترالي مع الموسيقيين الحيين ولكن تم الاحتفاظ بالأصوات المنفردة الأصلية. تم الإبلاغ عن التكلفة بين (57٬375 دولار أمريكي) و (143٬437 دولار أمريكي).
حازت الموسيقى التصويرية لمغول الأعظم على إشادة عالمية من النقاد في الهند. غالبًا ما يُشار إليه على أنه أحد أفضل المقاطع الصوتية في تاريخ بوليوود وكان أحد ألبومات بوليوود الأكثر مبيعًا في الستينيات. شهيد خان الذي يكتب لـ كوكب بوليوود أعطى الموسيقى التصويرية عشرة من أصل عشرة نجوم ووصف الموسيقى بأنها «روح الفيلم». في عام 2004 استعرض سوبهاش ك. جها الإصدار المعاد إتقانه للموسيقى التصويرية مشيدًا بالجودة الفنية لإعادة الإصدار والغناء الأصلي لـ لاتا مانغيشكار. في عام 2013 أطلق بالديف س شوهان من صن بوست على الأغاني «بعض من أعظم أغاني السينما الهندية».

## تسويق
تم إغراء الرسام ج. كامبل بعيدًا عن راجكامال كالاماندير للفنان في شانتارام ليرسم الملصقات. قام كامبل أيضًا بإنشاء عروض سينمائية في مسرح مارثا ماندير. آصف اللازمة لشراء جميع الأسهم المتاحة من الطبعات ونيوتن الطلاء في الهند بتكلفة 6 لكح لتمكين كامبل للإنتاج الفن الجودة لوحات له. كامبل الذي عرض عليه مبلغ كبير من 8 لكح لعمله على اللقطات موغال الأعظم لم يتلق أي تعويض في النهاية بسبب الاحتيال.

## العرض
في وقت إصدار موغال عزام كان فيلم بوليوود النموذجي سيحصل على رسوم توزيع تتراوح بين 300000 و 400000 (حوالي 63000 إلى 84000 دولار أمريكي في عام 1960) لكل إقليم. أصر آصف على أنه سيبيع فيلمه للموزعين بما لا يقل عن 700000 لكل إقليم. بعد ذلك تم بيع الفيلم بالفعل بسعر 1.7 مليون (356000 دولار أمريكي) لكل إقليم مما أثار دهشة آصف والمنتجين. وبالتالي فقد حدد الرقم القياسي لأعلى رسوم توزيع تلقاها أي فيلم بوليوود في ذلك الوقت.
أقيم العرض الأول لفيلم مغال- إ-عزام في سينما مارثا ماندير الجديدة التي كانت سعتها 1100 شخص في مومباي. انعكاسا لطبيعة الفيلم تم تزيين بهو السينما ليشبه قصر موغال وبطول 40 قدم (12 م) أقيم قطع بريثفيراج كابور خارجها. تم نقل مجموعة شيش محل من الاستوديو إلى السينما حيث يمكن لحاملي التذاكر الذهاب إلى الداخل وتجربة عظمتها.  تم إرسال الدعوات لحضور العرض الأول على شكل «دعوات ملكية» على شكل لفائف تمت كتابتها باللغة الأردية وجعلها تبدو مثل كتاب أكبر السجل الرسمي لعهد أكبر. أقيم العرض الأول وسط ضجة كبيرة مع حشد كبير وحضور إعلامي واسع بالإضافة إلى استضافة الكثير من صناعة السينما  على الرغم من أن ديليب كومار لم يحضر الحدث بسبب خلافه مع آصف. بكرات الفيلم وصلت إلى السينما العرض الأول على قمة الفيل المزينة يرافقه الموسيقى من الابواق و الكلارينيت.

## استقبال

### شباك التذاكر
قبل يوم واحد من فتح الحجوزات للفيلم تجمع حشد من 100000 شخص خارج ماراثا ماندير لشراء التذاكر. كانت التذاكر التي كانت الأغلى ثمناً لفيلم بوليوود في ذلك الوقت عبارة عن أوراق تحتوي على نصوص وصور وتوافه حول الفيلم وتعتبر الآن عناصر جامعي. تم بيعها مقابل 100 (تقدر قيمتها بحوالي 21 دولارًا أمريكيًا في عام 1960) [أقل ألفا 1] مقارنة بالسعر المعتاد البالغ 1.5 (0.31 دولارًا أمريكيًا). شهدت الحجوزات فوضى كبيرة لدرجة أن تدخل الشرطة كان مطلوبًا. أفيد أن الناس سينتظرون في طوابير لمدة أربعة إلى خمسة أيام وسيتم تزويدهم بالطعام من المنزل من خلال أفراد أسرهم. في وقت لاحق أغلقت ماراثا ماندير الحجوزات لمدة ثلاثة أسابيع.
تم إطلاق سراح موغال عزام في 5 أغسطس 1960 في عام 150 دور السينما في جميع أنحاء البلاد وسجل رقمًا قياسيًا لأوسع إصدار لفيلم بوليوود. أصبح نجاحًا تجاريًا كبيرًا حيث كسب 4  مليون (839000 دولار أمريكي) في الأسبوع الأول. حقق في النهاية أرباحًا صافية 55  مليون (11.530.000 دولار أمريكي) وتحقيق ربح 30  مليون للمنتجين. شهد موغال الأعظم أيضًا مسيرة مسرحية طويلة حيث تم عرضه بكامل طاقته في ماراثا ماندير لمدة ثلاث سنوات. وهكذا أصبح الفيلم هو الفيلم الأكثر ربحًا في بوليوود على الإطلاق عن طريق تجاوز الهند الأم (1957) واحتفظ بهذا الرقم القياسي حتى تجاوز شولاي (1975) صافي إيراداته. من حيث إجمالي الإيرادات حصل موغال عزام على (23٫11 million دولار أمريكي).

### استقبال نقدي
تلقى موغال الأعظم استحسانًا عالميًا تقريبًا من النقاد الهنود. تم الإشادة بكل جانب من جوانب الفيلم. وصفه استعراض من الستينيات في فيلم فير بأنه «فيلم صنع التاريخ ... عمل فريق من الفنانين المبدعين من مختلف مجالات عالم الفن». كما وصفت بأنها «تكريم للخيال والعمل الجاد وبذخ صانعها السيد آصف. يجب أن تكون علامة فارقة في الأفلام الهندية لعظمتها وجمالها ومن ثم أداء الفنانين». مراجعة معاصرة أخرى من ماراثا ماندير ركزت على التمثيل والرقص «هدايا» مادوبالا.
منذ عام 2000 وصف المراجعين الفيلم بأنه «كلاسيكي» أو «معيار» أو «علامة فارقة» في تاريخ السينما الهندية. في عام 2011 وصفه أنوباما تشوبرا بأنه «أفضل فيلم هندي تم إنتاجه على الإطلاق» و «تأليه شكل الفيلم الهندي» مشيرًا على وجه التحديد إلى العروض ودراما الأب والابن وتسلسل الأغاني. وصف دينيش راهيجا من ريديف الفيلم بأنه كلاسيكي لا بد من مشاهدته قائلاً: «العمل الفني هو العبارة الوحيدة لوصف هذا التاريخ الذي يتميز بمظهر القصور والنوافير العظيمة اكتساحًا ملحميًا والذي يتميز جوهره الرومانسي المؤلم بالحنان لمسة ريشة». سوجاتا جوبتا من كوكب بوليوود أعطت الفيلم تسعة من أصل عشرة نجوم واصفة إياه بأنه «يجب أن يشاهد» والذي «جذب اهتمام الناس عبر الأجيال».
صرح KK راي في مراجعته لـ ستاردست «يمكن القول أنه لا يمكن تكرار عظمة وخصائص شخصية موغال الأعظم وسوف يتم تذكرها كواحد من أهم الأفلام التي تم إنتاجها في هذا البلد». وصف ضياء سلام من الهندوس موغال الأعظم بأنه فيلم سيرغب الناس في مشاهدته مرارًا وتكرارًا. قارن رجا سين من Rediff الفيلم بـ سبارتاكوس (1960) وقال: «إن موغال الأعظم مذهل ومذهل بشكل مذهل ومشهد رائع خالٍ تمامًا من CGI والحيل غير الخطية وهو إنجاز ضخم. حسنًا بنسب مغولية!»  صنفت لورا بوشيل من البي بي سي الفيلم بأربعة من أصل خمسة نجوم معتبرة أنه «فيلم قياسي لكل من السينما الهندية وعظمة السينما بشكل عام» مشيرة إلى أن موغال الأعظم كان فيلمًا ملحميًا من كل النواحي. لاحظ نامان راماشاندران وهو يراجع الفيلم لصالح المعهد البريطاني للأفلام تصوير التسامح الديني وقال إن الفيلم كان رقيق القلب.
قارنت نسرين موني كبير مؤلفة كتاب «الحوار الخالد لـ» موغال الأعظم للمخرج ك. آصف الفيلم بألماسة كوهينور من حيث قيمتها الدائمة للسينما الهندية. أعلن كل من Outlook في عام 2008 و هندوستان تايمز في عام 2011 أن المشهد الذي يمسح فيه سالم أناركالي بريشة النعامة كان المشهد الأكثر إثارة وحسية في تاريخ السينما الهندية.

## الجوائز
في حفل توزيع جوائز السينما الوطنية لعام 1961 فاز موغال الأعظم بجائزة الفيلم الوطني لأفضل فيلم روائي طويل باللغة الهندية. في حفل توزيع جوائز فيلم فير لعام 1961 تم ترشيح موغال عزام في سبع فئات: أفضل فيلم أفضل مخرج (آصف) أفضل ممثلة (مادهوبالا)  أفضل مطرب تشغيل (مانجيشكار) أفضل موسيقى (نوشاد)  أفضل تصوير سينمائي (ماثور) وأفضل حوار (أمان وجاهات ميرزا وكمال عمروهي وإحسان رضوي) وفاز بجوائز أفضل فيلم وأفضل تصوير سينمائي وأفضل حوار.

## التلوين
كان موغال عزام أول فيلم هندي أبيض وأسود يتم تلوينه رقميًا وأول فيلم يتم إعادة إصداره في مسرحية. قامت شركة ستيرلنج إنفستمنت كوربوريشن مالكة الحقوق السلبية  وذراع مجموعة شابورجي بالونجي بترميم وتلوين موغال عزام وعينت ديبيش سالجيا كمصمم ومدير المشروع. في البداية اتصلوا بمديري هوليوود التنفيذيين للحصول على المساعدة لكنهم وجدوا أن أسعار المبيعات التي تتراوح بين 12-15 مليون دولار مرتفعة للغاية. في عام 2002 اقترح عمر صديقي العضو المنتدب للأكاديمية الهندية للفنون والرسوم المتحركة (الرابطة الدولية للفنانين الفلكيين) تحسينها رقميًا بجزء بسيط من التكلفة. لإقناع مجموعة شابورجي بالونجي إحدى أغنى الشركات في الهند  بالجدوى التجارية للمشروع قامت الرابطة الدولية للفنانين الفلكيين بتلوين مقطع مدته أربع دقائق وعرضه عليهم. وافقوا وأعطوا المشروع الضوء الأخضر. اعتقد شابورجي ميستري حفيد المنتج شابورجي بالونجي ميستري أنه تكريم مناسب لإكمال حلم جده غير المكتمل بتلوين الفيلم بأكمله.
كانت الخطوة الأولى نحو التلوين هي استعادة السلبيات الأصلية التي كانت في حالة سيئة بسبب الطباعة المكثفة للسلبيات أثناء الإصدار المسرحي الأصلي. كانت عملية الاستعادة المكلفة وكثيفة العمالة ضرورية قبل إجراء التلوين. تم تنظيف الأجزاء السلبية من نمو الفطريات واستعادة الأجزاء التالفة وأعيد تركيب الأجزاء المفقودة من الإطارات. بعد التنظيف تم مسح كل إطار من 300000 إطار من الصور السلبية ضوئيًا في ملف بحجم 10 ميغا بايت ثم تمت استعادته رقميًا. تم إجراء أعمال الترميم بالكامل بواسطة مختبر أكريس تشيناي. كانت الحوارات في الموسيقى التصويرية الأصلية في حالة سيئة من الحفظ مما استلزم تنظيف الصوت في تشاس ستوديو في الولايات المتحدة. تم إعادة إنشاء نتيجة الخلفية والمسار الموسيقي بالكامل بواسطة نوشاد ينعي أوتام سينغ. بالنسبة للأغاني تم استخلاص الأصوات الأصلية للمغنين مثل لاتا مانجيشكار وبادي غلام علي خان ومحمد رافي من المسار المختلط الأصلي وتم إعادة إنشاء الأصوات نفسها مع إعادة تسجيل النتيجة في 6.1 صوت محيطي.
سبقت عملية التلوين بحث مكثف. زارت الأقسام الفنية المتاحف ودرس الأدب للحصول على خلفية عن الألوان النموذجية للملابس التي كانت ترتديها في ذلك الوقت. درس صديقي التكنولوجيا المستخدمة في تلوين كلاسيكيات هوليوود بالأبيض والأسود. اتصل الفريق أيضًا بعدد من الخبراء للحصول على إرشادات واقتراحات بما في ذلك ديليب كومار ومصمم الإنتاج نيتين تشاندراكانت ديساي ومؤرخ من جامعة جواهر لال نهرو في دلهي. لإجراء التلوين جمع صديقي فريقًا من حوالي 100 فرد بما في ذلك مهندسو الكمبيوتر ومتخصصون في البرمجيات ونظم عددًا من الأقسام الفنية. تم تنسيق المشروع بأكمله من قبل ديبيش سالجيا الذي شارك مع شركات بما في ذلك إيريس التفاعلية ستوديوز راجتارو لتنفيذ التلوين. تم التحكم في المهمة والإشراف عليها من قبل المنتجين الذين تلقوا تحديثات يومية وتقارير مرحلية.
قضى فريق التلوين 18 شهرا تطوير البرمجيات للتلوين إطارات ودعا «آثار بلاس» الذي تم تصميمه لنقبل فقط تلك الألوان التي هوى أن تتناسب مع ظلال رمادية الحاضر في الفيلم الأصلي. هذا يضمن أن الألوان المضافة كانت قريبة من اللون الحقيقي قدر الإمكان؛  تم التحقق لاحقًا من صحة التلوين عندما تم استرداد الزي المستخدم في الفيلم من أحد المستودعات وتم العثور على ألوانه متطابقة تمامًا مع تلك الموجودة في الفيلم. تم أخيرًا تصحيح كل لقطة يدويًا لإتقان المظهر. استغرقت عملية التلوين الفعلية 10 أشهر أخرى حتى تكتمل. وقال صديقي إنها كانت «عملية شاقة حيث يعمل الرجال على مدار الساعة لإكمال المشروع». هناك نزاع تكلفة الدقيقة لللتلوين مع مجموعة واسعة من التقديرات تتراوح بين 330 مليون دولار أمريكي، إلى 50 مليون دولار، أو 100 مليون.

## إعادة الإصدارات
ظهر الإصدار لون الفيلم في دور السينما يوم 12 نوفمبر 2004 في 150  يطبع في مختلف أنحاء الهند 65 منها في ولاية ماهاراشترا. تم عرض الإصدار الجديد لأول مرة في سينما إيروس في مومباي. ديليب كومار الذي لم يحضر العرض الأصلي الأول كان حاضرا. تم تحرير النسخة الملونة لوقت تشغيل يبلغ 177 دقيقة  بالمقارنة مع 197 دقيقة للإصدار الأصلي. تضمن الإصدار الجديد أيضًا مقطعًا صوتيًا رقميًا تم إعادة صياغته تم إنتاجه بمساعدة الملحن الأصلي نوشاد. الإفراج عن احتفالي ديوالي جاء عطلة نهاية الأسبوع مع ثلاثة إصدارات رئيسية أخرى: فير زارا أيترااز و Naach. أصبح الفيلم التاسع عشر الأكثر ربحًا في بوليوود لهذا العام خلف أيترااز وفير - زارا (أعلى ربح) ولكن قبل ناخ.
أصبح موغال عزام أول فيلم روائي طويل ملون لإعادة عرض مسرحي. على الرغم من أن بعض أفلام هوليود تم تلوينها في وقت سابق إلا أنها كانت متاحة فقط لوسائل الإعلام المنزلية. تم اختياره لاحقًا لسبعة مهرجانات سينمائية دولية بما في ذلك مهرجان برلين السينمائي الدولي الخامس والخمسين. عند طرح الفيلم اجتذب الجماهير إلى دور السينما  بإجمالي إشغال بنسبة 90 في المائة. بعد ذلك أكمل تشغيل 25 أسبوعًا. بينما اشتكى بعض النقاد من أن الألوان كانت «مخدرة» أو «غير طبيعية» أشاد آخرون بالجهود باعتبارها إنجازًا تقنيًا. لاحظ الناقد السينمائي كيفن توماس من صحيفة لوس أنجلوس تايمز أنه في حين أن التلوين لم يكن فكرة جيدة لمعظم كلاسيكيات الأبيض والأسود إلا أنه كان مثاليًا في هذه الحالة بالذات. قارنها بأفلام سيسيل بي ديميل وذهب مع الريح (1939) لسردها الأكبر من الحياة. قالت صحيفة الغارديان إنه على الرغم من أن الإصدار الجديد كان بمثابة تحسين «تميل الألوان المزيفة إلى الظهور بشكل مسطح وجريء مما ينتقص من لقطات المصور السينمائي RD Mathur المؤلفة بأناقة». ولاحظ مراسل بي بي سي جاسبريت باندوهار أن الفيلم «تمت ترميمه بألوان الحلوى الجذابة وصوت عالي الجودة» واعتبره «تقاطعًا بين فيلم ذهب مع الريح و بن هور». قال نقاد آخرون إنهم يفضلون النسخة بالأبيض والأسود.
في عام 2006 أصبح موغال عزام رابع فيلم هندي فقط معتمد للعرض في باكستان منذ عام 1965 حظر السينما الهندية وتم إصداره مع العرض الأول في لاهور. وزعه نديم ماندفيوالا انترتينمنت بناء على طلب نجل آصف أكبر آصف.

## ميراث
كمصدر للإلهام للتوجيه الفني. كما تم استخدامه كنموذج لقصة الحب المثالية مما يتطلب من المخرجين ضمان تجاوز العشاق للعقبات. بعد نجاحها في الفيلم كان من الممكن أن تستمر مادهوبالا في القيام بأدوار رئيسية أخرى لكن تم نصحها بعدم الإفراط في العمل بسبب حالة قلبها واضطرت إلى الانسحاب من بعض الإنتاجات التي كانت جارية بالفعل.
ذكرت صحيفة الغارديان في عام 2013 أن موغال الأعظم يعتبر «معلمًا للسينما» على الرغم من عدم دقته التاريخية  وذكرت هيئة الإذاعة البريطانية في عام 2005 أنه «يعتبر على نطاق واسع أحد أكثر أفلام بوليوود شهرة». وصفه امتياز علي من صحيفة تايمز أوف إنديا في عام 2010 بأنه «العمل الأكثر بروزًا والتفاعل العالي والمكلف والعاطفي الذي أنتجته السينما الهندية على الإطلاق» وهو العمل الذي «يضع المعيار لكل ما سيأتي بعده». لا يزال النقاد ينظرون إليه على أنه المعادل الهندي لـ «ذهب مع الريح».  المخرج سوبهاش غاي في عام 2010 قوله إن فيلمًا كهذا لا يمكن أن يتكرر أبدًا: «موغال الأعظم هو فيلم كلاسيكي على الإطلاق وقد كان قصة الحب المطلقة في السينما الهندية على جميع المستويات. لذلك ستبقى على قيد الحياة دائمًا للأجيال القادمة.»  للاحتفال بالذكرى السنوية للفيلم طلب الممثل والمنتج شاروخان من شركته ريد تشيليز انترتينمنت إنتاج فيديو وثائقي بعنوان مغول - إ - عزام - تحية الابن لوالده. يستضيفه خان ويتضمن مقابلات مع عائلة آصف ونجوم بوليوود. رسم الفنان ام اف حسين سلسلة من اللوحات للفيديو أعاد فيها تخيل بعض المشاهد التي لا تنسى. مهتمًا بالحفاظ على الفيلم للأجيال القادمة أشار خان إلى أن والده كان في الأصل يلعب في الفيلم لكنه لم يكمله. عندما سئل عما إذا كان يجب إعادة إنتاج موغال الأعظم أجاب: «إنها أم كل الأفلام؛ لا يمكن إعادة صنع الأمهات». لم يتم عمل أي تكملة لكن معن غاي موغال عزام (2008) أشاد بعنوانه وبتضمينه في مؤامرة جزء من مسرحية المسرح الأصلي؛ تلقت تقييمات سيئة للغاية من النقاد. في أكتوبر 2016 قدم المنتج فيروز عباس خان عرضًا مسرحيًا لأول مرة على أساس الفيلم مع أكثر من 70 ممثلاً وراقصًا في مسرح المركز الوطني للفنون الأدائية في مومباي.
تم تصنيف موغال عزام على قوائم أفضل الأفلام الهندية بما في ذلك استطلاع معهد الفيلم البريطاني لعام 2002 لأفضل 10 أفلام هندية  وقائمة أنوباما تشوبرا لعام 2009 أفضل أفلام بوليوود. وهو مدرج أيضًا في قائمة سي إن إن-نيوز18 لعام 2013 لـ «أعظم 100 فيلم هندي في كل العصور». روتن توميتوز بأخذ عينات من 10 مراجعين وحكمت على 91٪ منهم بأنهم إيجابيون بمتوسط تقييم 7.9 من 10. وهو الثاني على قائمة Box Office India لأكبر الأفلام الناجحة على الإطلاق في السينما الهندية  وحصل على لقب أعظم فيلم بوليوود على الإطلاق من خلال استطلاع للرأي احتفالا بمرور 100 عام على السينما الهندية من قبل الصحيفة الأسبوعية البريطانية الآسيوية العين الشرقية في يوليو 2013. وهو ينتمي إلى مجموعة صغيرة من الأفلام بما في ذلك القسمة (1943) أمنا الهند (1957) الشعلة (1975) وهمبك هين كون..! (1994) والتي تمت مشاهدتها مرارًا وتكرارًا في جميع أنحاء الهند وتعتبر أفلامًا هندية نهائية ذات أهمية ثقافية. [148] من الكتب والأفلام الوثائقية التي تم إنتاجها عن الفيلم فيلم مغل عزام للمخرج شكيل وارسي - ملحمة الحب الأبدي التي نشرتها روبا في عام 2009. تم تبني الاسم موغال عزام من قبل الشركات بما في ذلك مطعم في جوريجاون. 

## وصلات خارجية
- مغال- إ-عزام على موقع IMDb (الإنجليزية)
- مغال- إ-عزام على موقع روتن توميتوز (الإنجليزية)
- مغال- إ-عزام على موقع نتفليكس (الإنجليزية)
- مغال- إ-عزام على موقع ألو سيني (الفرنسية)
- مغال- إ-عزام على موقع Turner Classic Movies (الإنجليزية)
- مغال- إ-عزام على موقع أول موفي (الإنجليزية)
- مغال- إ-عزام على موقع فيلمافينيتي (الإسبانية)
- مغال- إ-عزام على موقع قاعدة بيانات الفيلم (الإنجليزية)
- مغال- إ-عزام على موقع ليتربوكسد (الإنجليزية)
- مغال- إ-عزام على موقع كينوبويسك (الروسية)